# پروتون‌درمانی

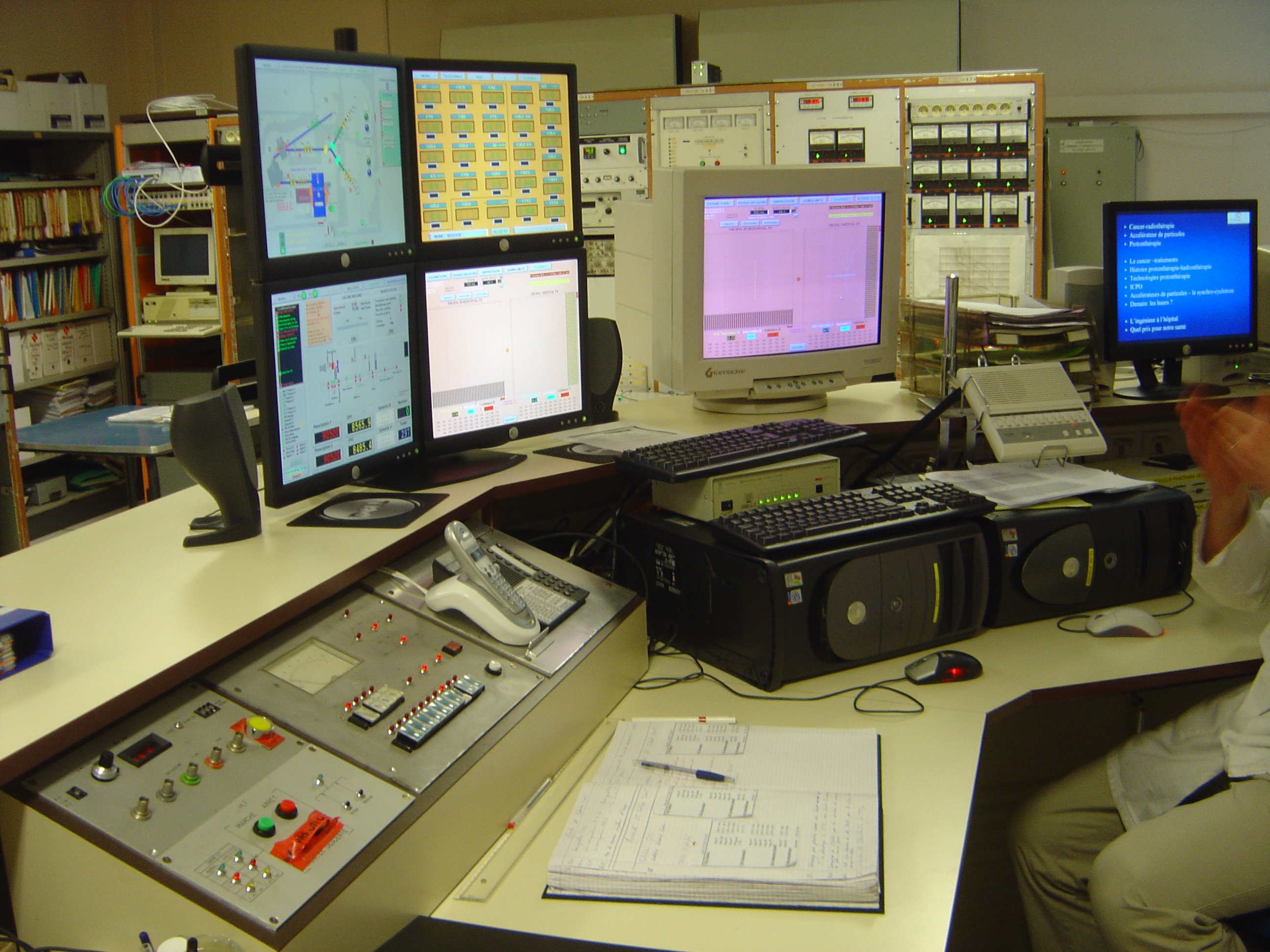
کنترل پنل یک مرکز پروتون درمانی در Orsay

پروتون درمانی یک روش پزشکی است، یک نوع از درمان با استفاده از ذرات، که در آن از یک دسته‌ای از پروتون‌ها برای تابیدن به بافت‌های بیمار استفاده می‌شود، که اغلب در درمان سرطان کاربرد دارد. برتری مهم پروتون درمانی نسبت به سایر روش‌های درمان با استفاده از یک تابش خارجی این است که چوت ذره باردار است در یک مسافت کوتاه انرژی (دوز) را از دست می‌دهد و مقدار کمی از انرژی از محیط خارج می‌شود.

## شرح
پرتون درمانی یک روش درمان با استفاده از پرتو خارجی است که از یک تابش یونیزه‌کننده استفاده می‌کند. در پرتو درمانی، پرسنل درمان از یک شتاب‌دهنده ذرات برای هدف قراردادن تومور با استفاده از پروتون‌ها استفاده می‌کنند. این ذرات باردار به دی ان ای (DNA) سلول‌های هدف آسیب می‌زنند که بلافاصله آن‌ها را از بین می‌برد یا تکثیر شدن آن‌ها را متوقف می‌کند. سلول‌های سرطانی به‌طور ویژه نسبت به حمله به DNA به خاطر تکثیر زیاد آن‌ها و کم شدن توانایی آن‌ها برای ترمیم کردن آسیب‌های DNA، آسیب‌پذیر هستند.
به خاطر جرم زیاد پروتون‌ها، پرتون‌ها پراکندگی جانبی کمتری در بافت دارند؛ پرتو زیاد منتشر نمی‌شود، و روی شکل تومور متمرکز باقی می‌ماند و اثرات جانبی کمتری روی بافت‌های مجاور می‌گذارد. همه پرتون‌ها با یک انرژی مشخص یک برد مشخص دارند؛ تعداد خیلی کمی از پرتون‌ها بیشتر از این مقدار نفوذ می‌کنند؛ بنابراین دوز منتقل شده به بافت در چند میلی‌متر آخر برد پروتون بیشینه می‌شود. این بیشینه قله براگ نام دارد، اغلب به نام SOBP شناخته می‌شود.
برای درمان تومور در عمق‌های بیشتر، شتاب‌دهنده باید پروتون‌های با انرژی بیشتر تولید کند، بر حسب الکترون ولت ev. پروتون درمانی تومورهای نزدیک تر به سطح بدن را با یک انرژِی کمتر درمان می‌کند. شتاب‌دهنده‌هایی که برای پروتون درمانی استفاده می‌شود معمولاً پروتون‌ها را با انرژی بین ۷۰ تا ۲۵۰ مگا الکترون ولت تولید می‌کنند. تعیین کردن مقدار انرژی پرتون در طول درمان باعث می‌شود که بیشترین آسیب به سلول‌های سرطانی وارد شود. بافت‌هایی که نزدیک تر به سطح بدن نسبت به تومور هستند مقدار تابش کمتری دریافت می‌کنند لذا آسیب کمتری هم می‌بینند. بافت‌هایی که در عمق بیشتری نسبت به تومور هستند تعداد بسیار کمی پروتون به آن‌ها می‌رسد و دوز دریافتی آن‌ها بسیار بسیار کم است.
در بیشتر موارد درمانی، پروتون‌های با انرژی‌های مختلف در عمق‌های مختلف برای از بین بردن همه تومور استفاده می‌شود.
تخمین زده می‌شود که تا پایان سال ۲۰۱۹، حدود ۲۰۰,۰۰۰ بیمار با استفاده از پروتون‌تراپی درمان شده‌اند. پزشکان از پروتون‌ها برای درمان شرایط در دو دسته کلی استفاده می‌کنند:
۱. مکان‌های بیماری که به دوزهای بالاتر تابش پاسخ خوبی می‌دهند، یعنی افزایش دوز. افزایش دوز گاهی اوقات نشان داده است که احتمال "درمان" (یعنی کنترل محلی) بیشتری نسبت به رادیوتراپی معمولی دارد. این موارد شامل ملانومای یووه‌آ (تومور چشمی)، تومورهای پایه جمجمه و پارااسپاینال (کندروسارکوما و کوردوما)، و سارکومای غیرقابل جراحی هستند. در همه این موارد، پروتون‌تراپی بهبود قابل توجهی در احتمال کنترل محلی نسبت به رادیوتراپی معمولی می‌دهد. برای تومورهای چشمی، پروتون‌تراپی همچنین نرخ‌های بالایی از حفظ چشم طبیعی دارد.
۲. درمان‌هایی که دقت بیشتر پروتون‌تراپی عوارض جانبی ناخواسته را با کاهش دوز به بافت‌های طبیعی کاهش می‌دهد. در این موارد، دوز تومور همانند درمان معمولی است، بنابراین انتظار افزایش احتمال درمان بیماری وجود ندارد. در عوض، تأکید بر کاهش دوز به بافت‌های طبیعی است، بنابراین عوارض ناخواسته کاهش می‌یابد.
عوارض جانبی طولانی مدت غیر-قابل برگشت پرتودرمانی مرسوم برای سرطان های کودکان به خوبی مستند شده است و شامل اختلالات رشد، سمیت عصبی شناختی، سمیت گوش با اثرات متعاقب آن بر یادگیری و رشد زبان، و اختلالات عملکرد کلیوی، غدد درون ریز و غدد جنسی است. بدخیمی ثانویه ناشی از پرتودرمانی یکی دیگر از عوارض جانبی بسیار جدی است که گزارش شده است. از آنجا که هنگام استفاده از  پروتون درمانی حداقل دوز خروجی وجود دارد ، دوز وارد شده به بافت های طبیعی اطراف می تواند به طور قابل توجهی محدود شود و سمیت حاد را کاهش دهد که بر خطر این عوارض جانبی طولانی مدت تأثیر مثبت می گذارد. به عنوان مثال، سرطان هایی که نیاز به پرتودرمانی جمجمه ای نخاعی دارند، از عدم وجود دوز خروجی با پروتون درمانی سود می برند: دوز به قلب، مدیاستینوم، روده، مثانه و سایر بافت های قدامی مهره ها حذف می شود، از این رو عوارض جانبی حاد قفسه سینه، گوارشی و مثانه کاهش می یابد.

## تومور چشم
پروتون‌تراپی برای تومورهای چشمی یک مورد خاص است زیرا این درمان تنها به پروتون‌های با انرژی نسبتاً پایین (~70Mev) نیاز دارد. به دلیل این انرژی پایین، برخی از مراکز درمانی ذرات تنها تومورهای چشمی را درمان می‌کنند. پروتون‌تراپی یا به طور کلی، هادرون‌تراپی بافت‌های نزدیک به چشم، روش‌های پیشرفته‌ای را برای ارزیابی تراز چشم فراهم می‌کند که می‌تواند به طور قابل توجهی با سایر روش‌های تأیید موقعیت بیمار در درمان ذرات با هدایت تصویر متفاوت باشد. تأیید و تصحیح موقعیت باید اطمینان حاصل کند که تابش به بافت‌های حساس مانند عصب بینایی آسیب نمی‌رساند تا بینایی بیمار حفظ شود.
برای تومورهای چشمی، انتخاب نوع رادیوتراپی به محل و گستردگی تومور، مقاومت رادیویی تومور (محاسبه دوز مورد نیاز برای از بین بردن تومور) و عوارض جانبی سمی احتمالی درمان بر روی ساختارهای حیاتی نزدیک بستگی دارد. به عنوان مثال، پروتون‌تراپی یک گزینه برای رتینوبلاستوما و ملانومای داخل چشمی است. مزیت پرتو پروتون این است که می‌تواند تومور را به طور مؤثری درمان کند در حالی که ساختارهای حساس چشم را حفظ می‌کند. با توجه به اثربخشی آن، پروتون‌تراپی به عنوان “استاندارد طلایی” درمان ملانومای چشمی توصیف شده است. اجرای تکنیک خنک‌سازی مومنتوم در پروتون‌تراپی برای درمان چشم می‌تواند به طور قابل توجهی اثربخشی آن را افزایش دهد. این تکنیک به کاهش دوز تابش به اعضای سالم کمک می‌کند در حالی که اطمینان حاصل می‌کند که درمان در عرض چند ثانیه تکمیل می‌شود. در نتیجه، بیماران راحتی بیشتری در طول فرآیند تجربه می‌کنند.

## سرطان پروستات
در موارد سرطان پروستات، مسئله کمتر واضح است. برخی از مطالعات منتشر شده کاهش آسیب‌های بلندمدت رکتال و ژنیتو-ادراری را هنگام درمان با پروتون‌ها به جای فوتون‌ها (یعنی درمان با اشعه ایکس یا گاما) نشان داده‌اند. دیگر مطالعات تفاوت کمی را نشان داده‌اند که محدود به مواردی است که پروستات به ساختارهای آناتومیکی خاصی نزدیک است. بهبود نسبتاً کوچک مشاهده شده ممکن است نتیجه تنظیم نادرست بیمار و حرکت داخلی اعضای بدن در طول درمان باشد که بیشتر مزیت دقت بالاتر را خنثی می‌کند. یک منبع پیشنهاد می‌کند که خطاهای دوز حدود ۲۰٪ می‌تواند از خطاهای حرکتی تنها ۲.۵ میلی‌متر (۰.۰۹۸ اینچ) ناشی شود و منبع دیگری بیان می‌کند که حرکت پروستات بین ۵-۱۰ میلی‌متر (۰.۲۰-۰.۳۹ اینچ) است.
تعداد موارد تشخیص داده شده سرطان پروستات در هر سال بسیار بیشتر از سایر بیماری‌های ذکر شده است و این باعث شده است که برخی، اما نه همه، مراکز درمانی بیشتر ظرفیت درمانی خود را به درمان‌های پروستات اختصاص دهند. به عنوان مثال، دو مرکز بیمارستانی حدود ۶۵٪ و ۵۰٪ از ظرفیت درمان پروتون خود را به سرطان پروستات اختصاص می‌دهند، در حالی که یک مرکز دیگر تنها ۷.۱٪ از ظرفیت خود را به این بیماری اختصاص می‌دهد.
تعداد جهانی موارد سخت به دست می‌آید، اما یک مثال می‌گوید که در سال ۲۰۰۳ حدود ۲۶٪ از درمان‌های پروتون‌تراپی در سراسر جهان برای سرطان پروستات بوده است.